# Centre automatisé de constatation des infractions routières
Le Centre automatisé de constatation des infractions routières (CACIR) est un service français commun à la Police nationale et à la Gendarmerie nationale qui a été défini par le décret no 2004-1086 du 14 octobre 2004. Ce service à compétence nationale est implanté à Rennes (Ille-et-Vilaine). Il est rattaché pour emploi à la direction centrale de la Sécurité publique de la direction générale de la Police nationale du ministère de l'Intérieur.

## Missions
Le CACIR a pour mission de procéder à la constatation et au traitement des infractions à la police de la circulation routière relevées au moyen des systèmes de contrôle automatique, dans les domaines définis par l'article L130-9 du Code de la route, mais qui pour l'instant ne concernent que les infractions à la vitesse des véhicules et le franchissement par les véhicules d'une signalisation imposant leur arrêt (feux-rouges, passages à niveau).

## Effectifs
Ses effectifs sont composés, pour moitié, de fonctionnaires actifs de la Police nationale, et pour l’autre, de militaires de la Gendarmerie nationale. La responsabilité du Centre automatisé de constatation des infractions routières est assurée, en alternance, par périodes de deux années par la Police nationale et par la Gendarmerie nationale. 

## Centre national de traitement
Le CACIR est installé dans les infrastructures du Centre national de traitement. Ce centre, situé à Seclin dans sa phase expérimentale, s’est ensuite installé dans la zone Atalante-Champeaux à Rennes le 18 octobre 2004. Une trentaine de personnes y travaillaient initialement, plus de 150 personnes en 2007. L'accès au centre de traitement nécessite une autorisation administrative. 
Depuis mai 2009, le Centre national de traitement (CNT) est installé dans 11 000 m2 de locaux neufs hautement sécurisés.
Le CNT regroupe toutes les entreprises liées au fonctionnement des radars automatiques français :
- Capgemini, chargée de la mise en place et du fonctionnement du système informatique gérant les infractions retournées par les radars ;
- Sagem Défense Sécurité (groupe Safran), chargé de la fabrication et de la mise en place des radars, ainsi que d'une partie de leur maintenance ;
- Docaposte, filiale de la branche numérique du groupe La Poste, chargée de la matérialisation-dématérialisation des documents papiers liés aux infractions radar ;
- Spie, chargée de la maintenance matérielle des radars.

## Chaîne de traitement
Les informations collectées par les radars automatiques, fixes ou embarqués, sont chiffrées et acheminées vers le Centre national de traitement par un réseau dédié de transmission.
La lecture des plaques est effectuée par l'intermédiaire d'un logiciel de reconnaissance automatique des numéros d'immatriculation à partir des clichés numériques pris sur les lieux de commission des infractions. Une interrogation automatique du fichier des véhicules loués et du fichier national des immatriculations est ensuite faite. Une consultation du fichier des changements d'adresse de La Poste intervient ensuite pour s'assurer que l'adresse actuelle du titulaire de la carte grise est la même que celle figurant dans le fichier national des immatriculations. Cette consultation n’est toutefois possible que pour les personnes qui ne se sont pas opposées à la communication de leur nouvelle adresse à des tiers.
Le contrôle et le vidéocodage manuel sont ensuite assurés par le personnel de la société Docapost-DPS, filiale du groupe La Poste.
Le centre traite, en 2023, 17 millions d’avis de contravention par an, qui génèrent pour 2022 des recettes à hauteur de 707 millions d’euros. 

## L’envoi de la contravention
Le Centre national de traitement procède ensuite à l’envoi des contraventions : 
- Contraventions des 3e et 4e classes : une fois le titulaire de la carte grise identifié, l’avis de contravention lui est adressé par voie postale.
- Contraventions de 5e classe : les procès-verbaux dressés pour des contraventions d’excès de vitesse de 5e classe (dépassement égal ou supérieur à 50 km/h) sont adressés, par le CACIR et sous le contrôle du parquet de Rennes, aux parquets compétents en raison du domicile du titulaire du certificat d’immatriculation.

## Conservation des données
Selon l'avis de la CNIL du 23 septembre 2003, la durée maximale de conservation des informations collectées est de dix ans, eu égard aux dispositions régissant le fonctionnement du permis à points. 
Le contrevenant peut demander au procureur de la République compétent d'ordonner l'effacement des informations le concernant lorsqu'il a récupéré le nombre de points ayant été retiré de son permis de conduire ou lorsque la procédure le concernant a donné lieu à une décision définitive de relaxe.

## La notion de contrôle automatisé dans le Code de procédure pénale
L'article 529-11 du Code de procédure pénale issu de la loi du 12 juin 2003 précise que l'avis de contravention peut être envoyé à la suite de la constatation d'une contravention au Code de la route réalisée grâce à un appareil homologué de contrôle automatisé.
L'article L130-9 du Code de la route dispose que les constatations effectuées par des appareils de contrôle automatisé homologués relatives à la vitesse des véhicules, aux distances de sécurité entre véhicules, ou franchissement par les véhicules d'une signalisation imposant leur arrêt, ou non-paiement des péages ou à la présence de véhicules sur certaines voies et chaussées, font foi jusqu'à preuve du contraire.
Enfin, afin d'assurer un traitement centralisé des constatations réalisées par ces appareils, l'article L130-9 3e alinéa du Code de la route précise que, pour l'application des dispositions relatives à l'amende forfaitaire, le lieu de traitement automatisé des informations concernant les constatations effectuées par les appareils de contrôle automatisé, est considéré comme le lieu de constatation de l'infraction.
Cette précision était nécessaire, au regard des dispositions de l'article 522 du Code de procédure pénale, pour permettre la création d'un Centre national de traitement des infractions.